# Список астероїдів (801—900)
| Назва                             | Тимчасове позначення | Дата відкриття    | Місце відкриття                     | Відкривач                  |
| --------------------------------- | -------------------- | ----------------- | ----------------------------------- | -------------------------- |
| 801 Хелветія (Helwerthia)         | 1915 WQ              | 20 березня 1915   | Обсерваторія Гейдельберг-Кеніґштуль | Макс Вольф                 |
| 802 Epyaxa                        | 1915 WR              | 20 березня 1915   | Обсерваторія Гейдельберг-Кеніґштуль | Макс Вольф                 |
| 803 Піка (Picka)                  | 1915 WS              | 21 березня 1915   | Відень                              | Йоганн Паліза              |
| 804 Іспанія (Hispania)            | 1915 WT              | 20 березня 1915   | Барселона                           | Хосе Сола                  |
| 805 Гормутія (Hormuthia)          | 1915 WW              | 17 квітня 1915    | Обсерваторія Гейдельберг-Кеніґштуль | Макс Вольф                 |
| 806 Ґілденія (Gyldenia)           | 1915 WX              | 18 квітня 1915    | Обсерваторія Гейдельберг-Кеніґштуль | Макс Вольф                 |
| 807 Сераскія (Ceraskia)           | 1915 WY              | 18 квітня 1915    | Обсерваторія Гейдельберг-Кеніґштуль | Макс Вольф                 |
| 808 Мерксія (Merxia)              | 1901 GY              | 11 жовтня 1901    | Обсерваторія Гейдельберг-Кеніґштуль | Луїджі Карнера             |
| 809 Лундія (Lundia)               | 1915 XP              | 11 серпня 1915    | Обсерваторія Гейдельберг-Кеніґштуль | Макс Вольф                 |
| 810 Atossa                        | 1915 XQ              | 8 вересня 1915    | Обсерваторія Гейдельберг-Кеніґштуль | Макс Вольф                 |
| 811 Наухайма (Nauheima)           | 1915 XR              | 8 вересня 1915    | Обсерваторія Гейдельберг-Кеніґштуль | Макс Вольф                 |
| 812 Adele                         | 1915 XV              | 8 вересня 1915    | Сімеїз                              | Бєлявський Сергій Іванович |
| 813 Бомея (Baumeia)               | 1915 YR              | 28 листопада 1915 | Обсерваторія Гейдельберг-Кеніґштуль | Макс Вольф                 |
| 814 Таврида (Tauris)              | 1916 YT              | 2 січня 1916      | Сімеїз                              | Григорій Неуймін           |
| 815 Коппелія (Coppelia)           | 1916 YU              | 2 лютого 1916     | Обсерваторія Гейдельберг-Кеніґштуль | Макс Вольф                 |
| 816 Юліана (Juliana)              | 1916 YV              | 8 лютого 1916     | Обсерваторія Гейдельберг-Кеніґштуль | Макс Вольф                 |
| 817 Annika                        | 1916 YW              | 6 лютого 1916     | Обсерваторія Гейдельберг-Кеніґштуль | Макс Вольф                 |
| 818 Каптейнія (Kapteynia)         | 1916 YZ              | 21 лютого 1916    | Обсерваторія Гейдельберг-Кеніґштуль | Макс Вольф                 |
| 819 Бернардіана (Barnardiana)     | 1916 ZA              | 3 березня 1916    | Обсерваторія Гейдельберг-Кеніґштуль | Макс Вольф                 |
| 820 Адріана (Adriana)             | 1916 ZB              | 30 березня 1916   | Обсерваторія Гейдельберг-Кеніґштуль | Макс Вольф                 |
| 821 Фенні (Fanny)                 | 1916 ZC              | 31 березня 1916   | Обсерваторія Гейдельберг-Кеніґштуль | Макс Вольф                 |
| 822 Лалаґе (Lalage)               | 1916 ZD              | 31 березня 1916   | Обсерваторія Гейдельберг-Кеніґштуль | Макс Вольф                 |
| 823 Sisigambis                    | 1916 ZG              | 31 березня 1916   | Обсерваторія Гейдельберг-Кеніґштуль | Макс Вольф                 |
| 824 Анастасія (Anastasia)         | 1916 ZH              | 25 березня 1916   | Сімеїз                              | Григорій Неуймін           |
| 825 Tanina                        | 1916 ZL              | 27 березня 1916   | Сімеїз                              | Григорій Неуймін           |
| 826 Генріка (Henrika)             | 1916 ZO              | 28 квітня 1916    | Обсерваторія Гейдельберг-Кеніґштуль | Макс Вольф                 |
| 827 Wolfiana                      | 1916 ZW              | 29 серпня 1916    | Відень                              | Йоганн Паліза              |
| 828 Ліндеманнія (Lindemannia)     | 1916 ZX              | 29 серпня 1916    | Відень                              | Йоганн Паліза              |
| 829 Академія (Academia)           | 1916 ZY              | 25 серпня 1916    | Сімеїз                              | Григорій Неуймін           |
| 830 Петрополітана (Petropolitana) | 1916 ZZ              | 25 серпня 1916    | Сімеїз                              | Григорій Неуймін           |
| 831 Stateira                      | 1916 AA              | 20 вересня 1916   | Обсерваторія Гейдельберг-Кеніґштуль | Макс Вольф                 |
| 832 Карін (Karin)                 | 1916 AB              | 20 вересня 1916   | Обсерваторія Гейдельберг-Кеніґштуль | Макс Вольф                 |
| 833 Моніка (Monica)               | 1916 AC              | 20 вересня 1916   | Обсерваторія Гейдельберг-Кеніґштуль | Макс Вольф                 |
| 834 Бернгемія (Burnhamia)         | 1916 AD              | 20 вересня 1916   | Обсерваторія Гейдельберг-Кеніґштуль | Макс Вольф                 |
| 835 Олівія (Olivia)               | 1916 AE              | 23 вересня 1916   | Обсерваторія Гейдельберг-Кеніґштуль | Макс Вольф                 |
| 836 Йола (Jole)                   | 1916 AF              | 23 вересня 1916   | Обсерваторія Гейдельберг-Кеніґштуль | Макс Вольф                 |
| 837 Шварцшильда (Schwarzschilda)  | 1916 AG              | 23 вересня 1916   | Обсерваторія Гейдельберг-Кеніґштуль | Макс Вольф                 |
| 838 Серафіна (Seraphina)          | 1916 AH              | 24 вересня 1916   | Обсерваторія Гейдельберг-Кеніґштуль | Макс Вольф                 |
| 839 Valborg                       | 1916 AJ              | 24 вересня 1916   | Обсерваторія Гейдельберг-Кеніґштуль | Макс Вольф                 |
| 840 Зенобія (Zenobia)             | 1916 AK              | 25 вересня 1916   | Обсерваторія Гейдельберг-Кеніґштуль | Макс Вольф                 |
| 841 Arabella                      | 1916 AL              | 1 жовтня 1916     | Обсерваторія Гейдельберг-Кеніґштуль | Макс Вольф                 |
| 842 Керстін (Kerstin)             | 1916 AM              | 1 жовтня 1916     | Обсерваторія Гейдельберг-Кеніґштуль | Макс Вольф                 |
| 843 Ніколая (Nicolaia)            | 1916 AN              | 30 вересня 1916   | Гамбурзька обсерваторія             | Гольґер Тіле               |
| 844 Леонтіна (Leontina)           | 1916 AP              | 1 жовтня 1916     | Відень                              | Й. Реден                   |
| 845 Наема (Naema)                 | 1916 AS              | 16 листопада 1916 | Обсерваторія Гейдельберг-Кеніґштуль | Макс Вольф                 |
| 846 Ліпперта (Lipperta)           | 1916 AT              | 26 листопада 1916 | Гамбурзька обсерваторія             | Кнут Ґілленберґ            |
| 847 Аґніа (Agnia)                 | 1915 XX              | 2 вересня 1915    | Сімеїз                              | Григорій Неуймін           |
| 848 Inna                          | 1915 XS              | 5 вересня 1915    | Сімеїз                              | Григорій Неуймін           |
| 849 Ара (Ara)                     | 1912 NY              | 9 лютого 1912     | Сімеїз                              | Бєлявський Сергій Іванович |
| 850 Альтона (Altona)              | 1916 S24             | 27 березня 1916   | Сімеїз                              | Бєлявський Сергій Іванович |
| 851 Zeissia                       | 1916 S26             | 2 квітня 1916     | Сімеїз                              | Бєлявський Сергій Іванович |
| 852 Владілена (Wladilena)         | 1916 S27             | 2 квітня 1916     | Сімеїз                              | Бєлявський Сергій Іванович |
| 853 Нансенія (Nansenia)           | 1916 S28             | 2 квітня 1916     | Сімеїз                              | Сергій Бєлявський          |
| 854 Фростія (Frostia)             | 1916 S29             | 3 квітня 1916     | Сімеїз                              | Сергій Бєлявський          |
| 855 Ньюкомбія (Newcombia)         | 1916 ZP              | 3 квітня 1916     | Сімеїз                              | Сергій Бєлявський          |
| 856 Баклунда (Backlunda)          | 1916 S30             | 3 квітня 1916     | Сімеїз                              | Бєлявський Сергій Іванович |
| 857 Глазенаппія (Glasenappia)     | 1916 S33             | 6 квітня 1916     | Сімеїз                              | Сергій Бєлявський          |
| 858 Ел Джезер (El Djezair)        | 1916 a               | 26 травня 1916    | Алжирська обсерваторія              | Фредерік Сі                |
| 859 Бузареа (Bouzareah)           | 1916 c               | 2 жовтня 1916     | Алжирська обсерваторія              | Фредерік Сі                |
| 860 Урсіна (Ursina)               | 1917 BD              | 22 січня 1917     | Обсерваторія Гейдельберг-Кеніґштуль | Макс Вольф                 |
| 861 Аїда (Aida)                   | 1917 BE              | 22 січня 1917     | Обсерваторія Гейдельберг-Кеніґштуль | Макс Вольф                 |
| 862 Франція (Franzia)             | 1917 BF              | 28 січня 1917     | Обсерваторія Гейдельберг-Кеніґштуль | Макс Вольф                 |
| 863 Бенкоела (Benkoela)           | 1917 BH              | 9 лютого 1917     | Обсерваторія Гейдельберг-Кеніґштуль | Макс Вольф                 |
| 864 Аас (Aase)                    | A921 SB              | 30 вересня 1921   | Обсерваторія Гейдельберг-Кеніґштуль | Карл Рейнмут               |
| 865 Зубайда (Zubaida)             | 1917 BO              | 15 лютого 1917    | Обсерваторія Гейдельберг-Кеніґштуль | Макс Вольф                 |
| 866 Фатме (Fatme)                 | 1917 BQ              | 25 лютого 1917    | Обсерваторія Гейдельберг-Кеніґштуль | Макс Вольф                 |
| 867 Ковація (Kovacia)             | 1917 BS              | 25 лютого 1917    | Відень                              | Йоганн Паліза              |
| 868 Лова (Lova)                   | 1917 BU              | 26 квітня 1917    | Обсерваторія Гейдельберг-Кеніґштуль | Макс Вольф                 |
| 869 Меллена (Mellena)             | 1917 BV              | 9 травня 1917     | Гамбурзька обсерваторія             | Ріхард Шорр                |
| 870 Манто (Manto)                 | 1917 BX              | 12 травня 1917    | Обсерваторія Гейдельберг-Кеніґштуль | Макс Вольф                 |
| 871 Амнеріс (Amneris)             | 1917 BY              | 14 травня 1917    | Обсерваторія Гейдельберг-Кеніґштуль | Макс Вольф                 |
| 872 Голда (Holda)                 | 1917 BZ              | 21 травня 1917    | Обсерваторія Гейдельберг-Кеніґштуль | Макс Вольф                 |
| 873 Мехтільд (Mechthild)          | 1917 CA              | 21 травня 1917    | Обсерваторія Гейдельберг-Кеніґштуль | Макс Вольф                 |
| 874 Ротраут (Rotraut)             | 1917 CC              | 25 травня 1917    | Обсерваторія Гейдельберг-Кеніґштуль | Макс Вольф                 |
| 875 Німфе (Nymphe)                | 1917 CF              | 19 травня 1917    | Обсерваторія Гейдельберг-Кеніґштуль | Макс Вольф                 |
| 876 Скотт (Scott)                 | 1917 CH              | 20 червня 1917    | Відень                              | Йоганн Паліза              |
| 877 Валькірія (Walkure)           | 1915 S7              | 13 вересня 1915   | Сімеїз                              | Григорій Неуймін           |
| 878 Mildred                       | 1916 f               | 6 вересня 1916    | Обсерваторія Маунт-Вілсон           | Сет Ніколсон               |
| 879 Рікарда (Ricarda)             | 1917 CJ              | 22 липня 1917     | Обсерваторія Гейдельберг-Кеніґштуль | Макс Вольф                 |
| 880 Герба (Herba)                 | 1917 CK              | 22 липня 1917     | Обсерваторія Гейдельберг-Кеніґштуль | Макс Вольф                 |
| 881 Афіна (Athene)                | 1917 CL              | 22 липня 1917     | Обсерваторія Гейдельберг-Кеніґштуль | Макс Вольф                 |
| 882 Светлана (Swetlana)           | 1917 CM              | 15 серпня 1917    | Сімеїз                              | Григорій Неуймін           |
| 883 Matterania                    | 1917 CP              | 14 вересня 1917   | Обсерваторія Гейдельберг-Кеніґштуль | Макс Вольф                 |
| 884 Priamus                       | 1917 CQ              | 22 вересня 1917   | Обсерваторія Гейдельберг-Кеніґштуль | Макс Вольф                 |
| 885 Ulrike                        | 1917 CX              | 23 вересня 1917   | Сімеїз                              | Бєлявський Сергій Іванович |
| 886 Вашингтонія (Washingtonia)    | 1917 b               | 16 листопада 1917 | Вашингтон                           | Джордж Пітерс              |
| 887 Алінда (Alinda)               | 1918 DB              | 3 січня 1918      | Обсерваторія Гейдельберг-Кеніґштуль | Макс Вольф                 |
| 888 Парісатида (Parysatis)        | 1918 DC              | 2 лютого 1918     | Обсерваторія Гейдельберг-Кеніґштуль | Макс Вольф                 |
| 889 Еринія (Erynia)               | 1918 DG              | 5 березня 1918    | Обсерваторія Гейдельберг-Кеніґштуль | Макс Вольф                 |
| 890 Вальтраут (Waltraut)          | 1918 DK              | 11 березня 1918   | Обсерваторія Гейдельберг-Кеніґштуль | Макс Вольф                 |
| 891 Гунхілд (Gunhild)             | 1918 DQ              | 17 травня 1918    | Обсерваторія Гейдельберг-Кеніґштуль | Макс Вольф                 |
| 892 Зееліґерія (Seeligeria)       | 1918 DR              | 31 травня 1918    | Обсерваторія Гейдельберг-Кеніґштуль | Макс Вольф                 |
| 893 Леопольдіна (Leopoldina)      | 1918 DS              | 31 травня 1918    | Обсерваторія Гейдельберг-Кеніґштуль | Макс Вольф                 |
| 894 Ерда (Erda)                   | 1918 DT              | 4 червня 1918     | Обсерваторія Гейдельберг-Кеніґштуль | Макс Вольф                 |
| 895 Геліо (Helio)                 | 1918 DU              | 11 липня 1918     | Обсерваторія Гейдельберг-Кеніґштуль | Макс Вольф                 |
| 896 Сфінкс (Sphinx)               | 1918 DV              | 1 серпня 1918     | Обсерваторія Гейдельберг-Кеніґштуль | Макс Вольф                 |
| 897 Лісістрата (Lysistrata)       | 1918 DZ              | 3 серпня 1918     | Обсерваторія Гейдельберг-Кеніґштуль | Макс Вольф                 |
| 898 Гільдегард (Hildegard)        | 1918 EA              | 3 серпня 1918     | Обсерваторія Гейдельберг-Кеніґштуль | Макс Вольф                 |
| 899 Йокаста (Jokaste)             | 1918 EB              | 3 серпня 1918     | Обсерваторія Гейдельберг-Кеніґштуль | Макс Вольф                 |
| 900 Розалінда (Rosalinde)         | 1918 EC              | 10 серпня 1918    | Обсерваторія Гейдельберг-Кеніґштуль | Макс Вольф                 |

| Астероїди 1—10000 → |           |           |           |           |           |           |           |           |            |
| 1—100               | 1001—1100 | 2001—2100 | 3001—3100 | 4001—4100 | 5001—5100 | 6001—6100 | 7001—7100 | 8001—8100 | 9001—9100  |
| 101—200             | 1101—1200 | 2101—2200 | 3101—3200 | 4101—4200 | 5101—5200 | 6101—6200 | 7101—7200 | 8101—8200 | 9101—9200  |
| 201—300             | 1201—1300 | 2201—2300 | 3201—3300 | 4201—4300 | 5201—5300 | 6201—6300 | 7201—7300 | 8201—8300 | 9201—9300  |
| 301—400             | 1301—1400 | 2301—2400 | 3301—3400 | 4301—4400 | 5301—5400 | 6301—6400 | 7301—7400 | 8301—8400 | 9301—9400  |
| 401—500             | 1401—1500 | 2401—2500 | 3401—3500 | 4401—4500 | 5401—5500 | 6401—6500 | 7401—7500 | 8401—8500 | 9401—9500  |
| 501—600             | 1501—1600 | 2501—2600 | 3501—3600 | 4501—4600 | 5501—5600 | 6501—6600 | 7501—7600 | 8501—8600 | 9501—9600  |
| 601—700             | 1601—1700 | 2601—2700 | 3601—3700 | 4601—4700 | 5601—5700 | 6601—6700 | 7601—7700 | 8601—8700 | 9601—9700  |
| 701—800             | 1701—1800 | 2701—2800 | 3701—3800 | 4701—4800 | 5701—5800 | 6701—6800 | 7701—7800 | 8701—8800 | 9701—9800  |
| 801—900             | 1801—1900 | 2801—2900 | 3801—3900 | 4801—4900 | 5801—5900 | 6801—6900 | 7801—7900 | 8801—8900 | 9801—9900  |
| 901—1000            | 1901—2000 | 2901—3000 | 3901—4000 | 4901—5000 | 5901—6000 | 6901—7000 | 7901—8000 | 8901—9000 | 9901—10000 |